# 부처님 오신 날
| 연도   | 날짜          |
| ------ | ------------- |
| 2015년 | 5월 25일 (월) |
| 2016년 | 5월 14일 (토) |
| 2017년 | 5월 3일 (수)  |
| 2018년 | 5월 22일 (화) |
| 2019년 | 5월 12일 (일) |
| 2020년 | 4월 30일 (목) |
| 2021년 | 5월 19일 (수) |
| 2022년 | 5월 8일 (일)  |
| 2023년 | 5월 27일 (토) |
| 2024년 | 5월 15일 (수) |
| 2025년 | 5월 5일 (월)  |
| 2026년 | 5월 24일 (일) |
| 2027년 | 5월 13일 (목) |
| 2028년 | 5월 2일 (화)  |
| 2029년 | 5월 20일 (일) |
| 2030년 | 5월 9일 (목)  |
| 2031년 | 5월 28일 (수) |
| 2032년 | 5월 16일 (일) |
| 2033년 | 5월 6일 (금)  |
| 2034년 | 5월 25일 (목) |
| 2035년 | 5월 15일 (화) |

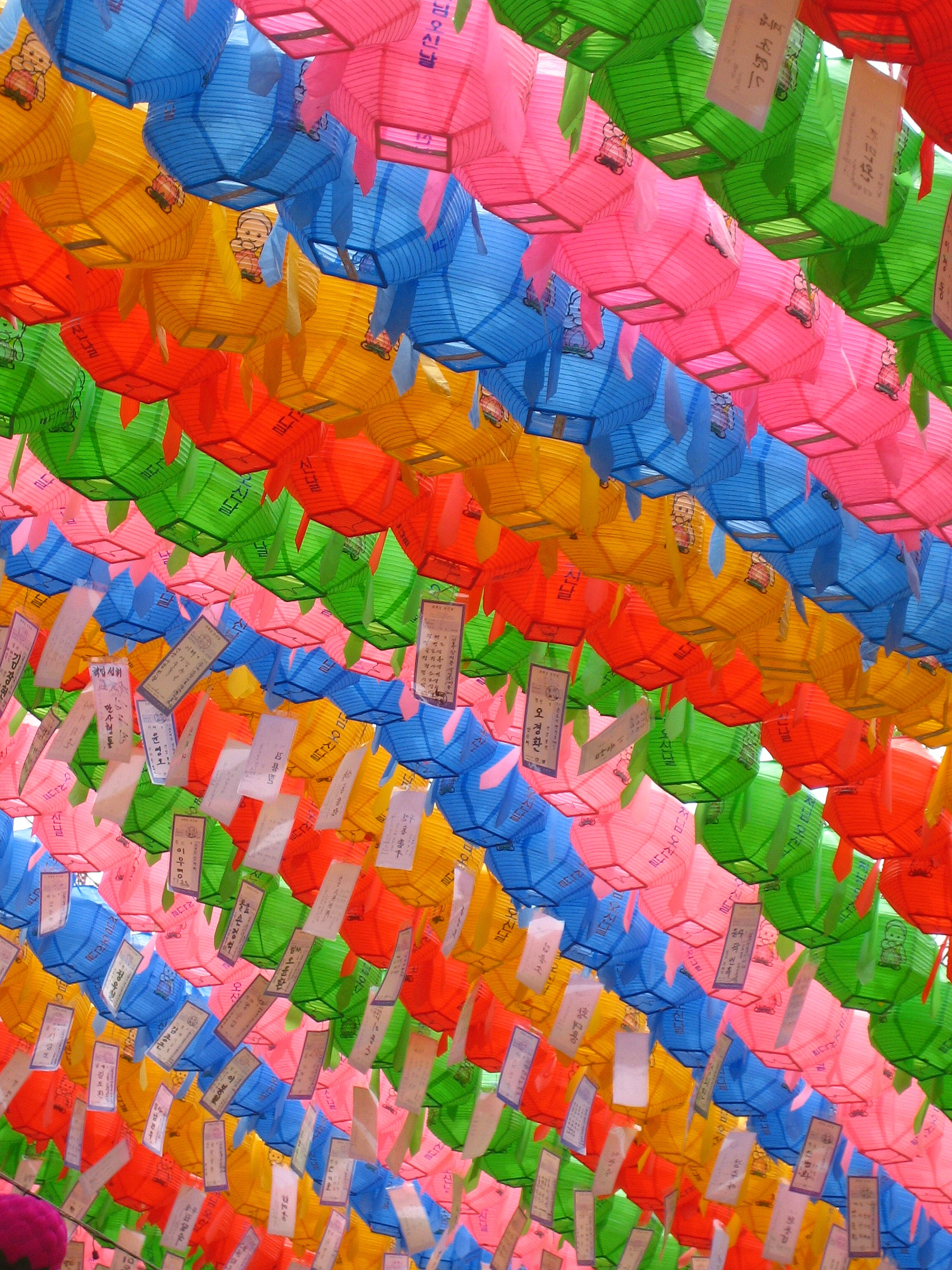
부처님 오신 날 달아놓은 연등

부처님 오신 날, 또는 석가탄신일(釋迦誕辰日)은 불교에서 석가모니가 탄생한 날로, 음력 4월 8일이다. 불교의 연중행사 가운데 가장 큰 명절로서, 기념법회, 연등놀이, 관등놀이, 방생, 탑돌이 등 각종 기념행사가 열린다. 대한민국뿐만 아니라 중국, 일본, 인도 등지에서도 연등놀이를 행한다. 석가모니가 이 세상에 와서 중생들에게 광명을 준 날이라는 뜻이 크다.

## 용어
사월 초파일, 간단히 초파일이라고도 부른다. ‘初八日’이 ‘석가모니 탄생일’을 뜻할 때는 속음인 초파일로 읽고, ‘초여드레날’을 가리킬 때는 본음인 초팔일로 읽는다.
1975년 대통령령으로 석가탄신일을 공휴일로 지정한 이후 불교계에서 "석가는 샤카라는 인도 특정 민족 이름을 한자로 표기한 것이고 현재 한글화 추세에 따라 부처님 오신날이 공식 명칭으로 더욱 적합하다"는 이유로 지속적으로 부처님 오신 날로 바꾸기를 요구하였다. 대통령 보궐선거 기간인 2017년 5월 3일 석가탄신일을 맞아 문재인 후보는 "내년에는 부처님 오신 날로 인사드리겠다"고 했고 문재인 정부가 출범한 이후인 2017년 10월 10일 국무회의에서 관공서 공휴일에 관한 규정에서 석가탄신일을 부처님 오신 날로 변경하기로 의결하였다.

## 여러 나라의 부처님 오신 날
대한민국과 마카오, 홍콩, 싱가포르에서 공휴일이다. 대한민국은 1975년 공휴일로 지정했다. 일본과 중국은 공휴일은 아니다. 불교 영향을 받은 나라들에서 석가탄일을 양력 4월 8일, 음력 4월 8일, 양력 5월 15일 등 다양한 날짜에 지낸다.
경(經)과 논(論)에 석가모니가 태어난 날을 2월 8일 또는 4월 8일로 적었다. 기록한 두 날짜는 정월이 달랐던 과거 역법 차이로 생긴 날짜들로 본디 둘 다 같은 날이다. 자월(子月:지금의 음력 11월)을 정월로 치던 때의 4월 8일은 곧 인월(寅月:지금의 정월)을 정월로 치는 2월 8일이므로 음력 2월 8일이 맞다. 그러나 불교 종주국인 네팔은 예로부터 음력 4월 8일을 석가탄신일로 기념하였다.
1956년 11월 네팔 수도 카트만두에서 열린 제4차 세계불교도대회에서 양력 5월 15일을 석가탄신일로 결정하였다. 대한민국은 신라 팔관회 영향을 받은 고려시대부터 3일간 행사를 열던 음력 4월 8일, 초파일을 석가탄신일로 기념한다. UN은 1998년 스리랑카에서 개최한 세계불교도대회의 안건을 받아들여, 양력 5월 중 보름달이 뜬 날을 부처님 오신 날로 정해 기념행사를 개최한다. 스리랑카에서 부처님 오신 날이 주요 축제 중 하나다. 사람들은 종교의식에 참여하고 촛불과 특제 연등으로 집과 거리를 장식한다. 일부 점포는 사람들에게 무료로 음식을 제공하기도 한다. 특정한 장소에서 전구로 장식한 건물을 볼 수 있는데, 멀리서 보면 부처님의 일생을 그림으로 표현한 장식이다.

## 봉축법요식
부처님 오신 날을 봉축하는 법요식을 오전 10시 서울의 조계사를 비롯해 전국 사찰에서 일제히 봉행한다.
태고종, 천태종, 진각종 등 불교종단 전국 사찰들도 개별적으로 부처님 오신 날 봉축법요식을 가진다. 2020년에는 코로나19 사태 탓에 예외적으로 봉축법요식을 한 달 늦춰서 윤4월 8일에 치뤘다.

## 연등 축제
부처님 오신 날을 맞이하여 각 사찰에서 거리에 등을 내달고 경내에 수많은 등을 밝히는 등공양 행사를 이어 온다.
1996년(불기 2540년)부터 연등축제로 이름을 붙이고 동대문 운동장에서 조계사까지 이르는 제등행렬을 비롯하여 불교문화마당, 어울림마당(연등법회), 대동(회향)한마당 등 행사를 추가해 종합적인 축제로 전환하여서 오늘에 이른다.

## 같이 보기
- 용태영 - 부처님오신날 공휴일 제정 소송을 전개한 변호사
- 불기
- 석가모니(싯다르타 고타마)
- 세계불교도대회
- 연등회
- 크리스마스

## 사진

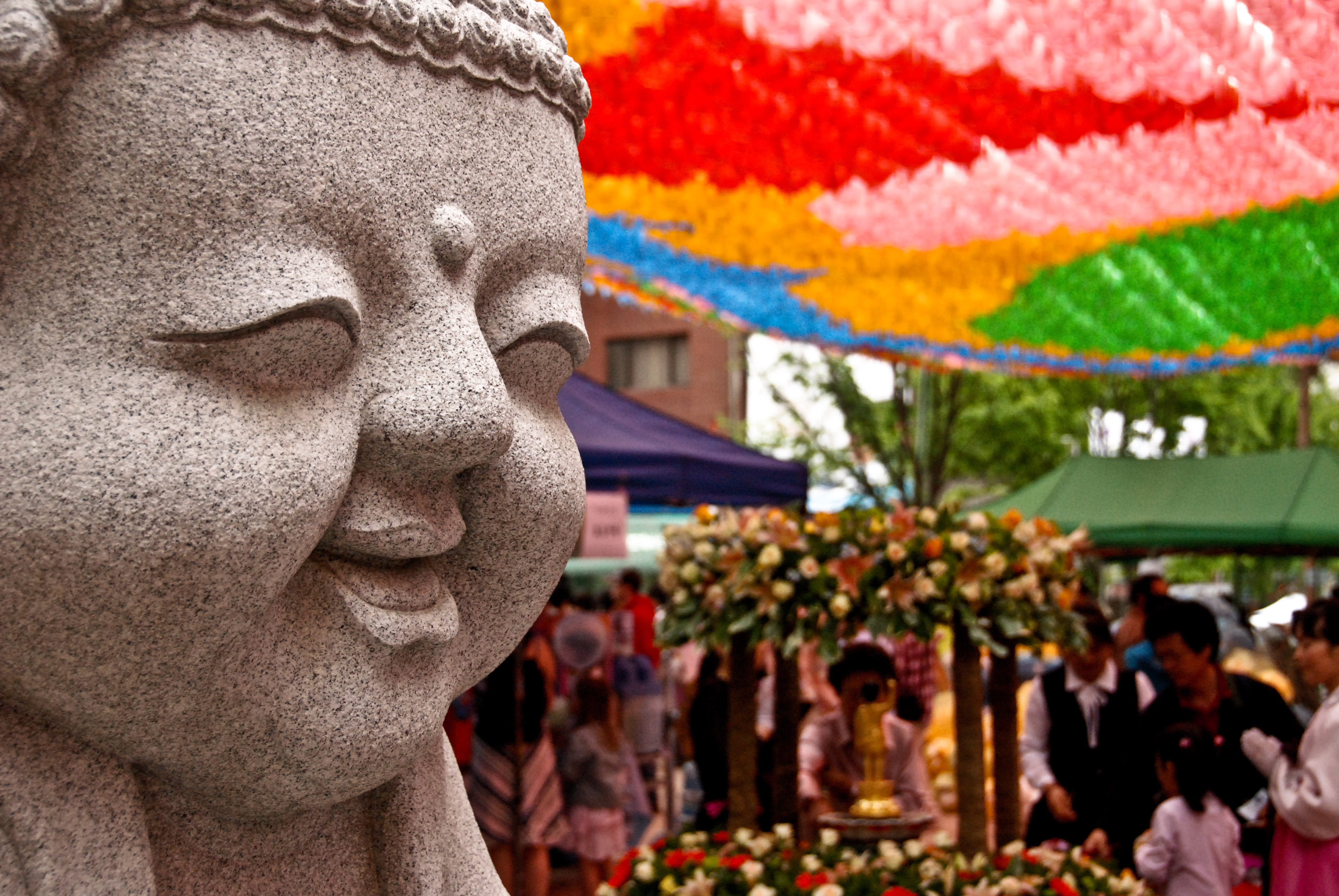

## 참고 문헌
- 편무영 《초파일민속론》 민속원 2002.
- 편무영〈하나마쓰리의 창출 군국주의 쇠약 - 일본문화의 단절과 연속의 착종문제〉 《민속학연구》제18호, 국립민속박물과, 2006.